# Зачарована Десна
«Зачарована Десна» (1956) — автобіографічна повість, спогади українського письменника і режисера Олександра Довженка про дитинство в рідному селі на Чернігівщині. Повість вважається славнем річки Десна, рідному чернігівському краю, селянам-трудівникам і сільському способу життя.

## Теми твору
Автор змальовує свої перші кроки пізнання життя, «перші радощі, і вболівання, і чари перших захоплень дитячих…», віруючого в Бога діда-чумака і прабабу, яка все і всіх проклинала, матір і батька, коваля діда Захарка, дядька Самійла — неперевершеного косаря, сільського священника і зустріч селянами Великодня на дахах під час весняного розливу Десни. Спогади ці час від часу переростають у короткі авторські роздуми — про «тяжкі кайдани неписьменності і несвободи», інші лиха й страждання селян України і разом з тим — багатство душ, внутрішню культуру думок і почуттів, їхній смак, їхню вроджену готовність до «найвищого і тонкого», про війну й спалене фашистами село, про ставлення до минулого: відомий авторський монолог, який починається словами: «Я син свого часу і весь належу сучасникам своїм. Коли ж обертаюсь я часом до криниці, з якої пив колись воду…» і в якому висловлено знамениту формулу: «Сучасне завжди на дорозі з минулого в майбутнє».
Від того, який світ і які люди можуть вбити нас на початку життя, залежить наше духовне багатство чи бідність, моральна краса чи потворність. Саме так про своє дитинство згадує Олександр Довженко, змальовуючи образи «Зачарованої Десни». Звідти прийшли і чарівна краса пейзажів, на тлі яких ми бачимо фізично й морально красивих людей. Лірично, схвильовано, з теплим гумором розповідає письменник про природу й людей, як про єдине ціле. «Жили ми в певній гармонії з природою», — говорить він. Тут миші підказували Яремі Бобиреві, що навесні буде повінь, погодою «завідувала ворона», дід найбільше у світі любив сонце, мати, мов щось живе, голубила кожну билиночку, а мисливець був не здатен підняти руку на ту саму ворону. Зрозуміло, чому всі радощі і прикрощі малого Сашка теж пов'язані з природою. «І приємно обнімати лоша. Або прокинутись удосвіта й побачити в хаті теля, що найшлося вночі…» — перелік таких от приємностей займає цілу сторінку. Чи не з цієї гармонійної єдності людей, зображених у кіноповісті, з навколишнім прекрасним світом витікає їхня моральна краса?
Не випадково, що кілька дійових осіб, безпосередньо не пов'язаних із панівним у селі духом, постають менш привабливими. Учитель не розуміє малого Сашка, поліцай б'є людей тощо. Але таких персонажів — меншість. Більшість усе ж таки «діти природи». Це й епізодичні герої, як Ярема, що знається на народних прикметах, і старий коваль-рибалка Захарко, і колоритні старці Холод і Кулик. Це й Самійло-косар, що «орудував він косою, як добрий маляр пензлем».
Але в центрі повісті — родина Довженків. Про декого з родичів письменник лише згадує, інших змальовує дуже детально й образно. Взагалі Довженко добре передавав індивідуальність кожної особи. Наприклад, дід Семен, що «розмовляв з кіньми, з телятами, з травами, зі старою грушею і дубом — з усім живим, що росло і рухалось навколо», і був «схожий на Бога»: усе поряд — внутрішнє, зовнішнє та метафоричне. І коли говорити про духовну велич людини, то важко знайти кращий приклад, хоча під час косовиці малий Сашко дізнається, що в минулому дід був не такий ідеально-хороший, як тепер.
А от — прабабуся Марусина, що мала «очі такі видющі й гострі, що сховатися від неї не могло ніщо у світі», яка полюбляла прокльони так, що без них «не могла прожити й дня». Коли вона помирає, малому Сашкові здається, що в хаті та й у цілому світі посвітлішало.
Не менш реальним постає батько — в убогому одязі та з великим духовним багатством і високою культурою мислення, якого Сашко і поважав і любив, але часом плакати хотів, як бачив того у дранті і п'яним. «З нього можна було писати лицарів, богів, апостолів, великих учених чи сіятелів — він годився на все». Важко жилося його батькам: четверо синів померли водночас від якоїсь пошесті, на гарного коня не вистачало грошей, тому мусили через кожні кілька років міняти ослаблих коней на ярмарку. Під час косовиці щороку батько б'ється з сусідами за розподіл копиць сіна, так необхідного для коней, і все це через бідність.
Добре відчувається у повісті й спадкоємність поколінь, адже «сучасне завжди на дорозі з минулого в майбутнє». Батько пояснює малому Сашкові «хто ми», згадуючи козацтво. Дівочі колядки переплітаються з народними думами про героїчну боротьбу українського народу з турками і татарами. Свої моральні принципи старі передають молодим. Дід Семен говорить Сашкові, що за кожне пошанування старої людини якийсь гріх з душі знімається. Батько і дід беруть хлопця на сінокіс, помалу привчаючи до праці. «…Ношу дрова до куреня, розводжу вогонь, картоплю чищу, ожину збираю косарям до горілки»,- згадує Довженко. Символічно звучить розповідь про те, як в одну ніч у Сашка померла прабаба і народилася сестричка: на зміну старому приходить нове. Проблему зв'язку поколінь Довженко з притаманним йому гумором розв'язує навіть у розповіді про собак — Пірата старого і Пірата молодого.
Торкається автор і питання віри в Бога та магію. На прикладах конкретних людей він показує, наскільки навіть і в дореволюційні часи різнилися в кожного уявлення про Всевишнього та рівень релігійної освіти. Найяскравішим моментом можна назвати суперечку батька автора зі священником про «сповідання віри», яка відбувається в човнах посеред затопленого Десною села. Рідний дід, який чітко асоціювався в малого Сашка з образом Бога, щонеділі вголос читає Псалтир церковнослов'янською мовою, а мати малого думає, що він — чорнокнижник і робить їй якесь зло, і тому потайки спалює в печі по сторінці з того Псалтиря, боячись палити його одразу цілком: «А раптом вибухне й хату рознесе?» Показав автор і типові образи жебраків, які просять милостиню. Один — злий і нахабний, лякає людей і не просить, а вимагає. А жебрака-кобзаря селяни шанують.
Письменник знав духовний світ селянина, народний побут, звичаї, його психологію. Можна сказати, що «Зачарована Десна» — своєрідна енциклопедія сільського життя України кінця XIX і початку XX століть.

## Екранізації
- В 1964 році екранізована Юлією Солнцевою (Див. Зачарована Десна (фільм)).
- У 2009 році харківською артгрупою Fumble Fall Dedalus Group була знята молодіжна комедія ZACHAROVANA DESNA за мотивами твору.